# Arabe jordanien
Pour les articles homonymes, voir Jordanien.
 (décembre 2020).
Si vous disposez d'ouvrages ou d'articles de référence ou si vous connaissez des sites web de qualité traitant du thème abordé ici, merci de compléter l'article en donnant les références utiles à sa vérifiabilité et en les liant à la section « Notes et références ».
L'arabe jordanien est un continuum de variétés d'arabe levantin mutuellement intelligibles parlées par la population du royaume hachémite de Jordanie. Ces variétés sémitiques de l'arabe sont parlés par plus de 6 millions de personnes et sont compris dans tout le Levant et, à des degrés divers, dans d'autres régions arabophones. Comme dans tous les pays arabes, l'utilisation de la langue en Jordanie est caractérisée par la diglossie ; l'arabe standard moderne est la langue officielle utilisée dans la plupart des documents écrits et des médias, tandis que la conversation quotidienne se déroule selon les variétés locales.

## Variétés régionales arabes jordaniennes
Bien que la plupart des Jordaniens comprennent bien un dialecte jordanien commun, la langue parlée quotidiennement dans tout le pays varie considérablement d'une région à l'autre. Ces variantes ont un impact total sur la prononciation, la grammaire et le vocabulaire. 
L'arabe jordanien comprend cinq variétés.

### Variété hybride (jordanien moderne)
Il s'agit de la langue parlée la plus courante parmi les Jordaniens. Cette variété est née après la désignation d'Amman comme capitale du royaume de Jordanie au début du XXe siècle. C'est le résultat de la fusion du langage de populations originaires du nord de la Jordanie, du sud de la Jordanie et plus tard de la Palestine. Pour cette raison, il mélange les caractéristiques des variétés arabes parlées par ces populations. L'émergence de la langue s'est produite sous la forte influence du dialecte du nord de la Jordanie. Comme dans de nombreux pays, l'anglais est utilisé pour remplacer de nombreux mots techniques, même si ces mots ont des équivalents arabes en arabe standard moderne . 

### Variétés du Nord
Principalement parlées dans la région allant d’ Amman à Irbid dans le Grand Nord. Comme dans toutes les zones sédentaires, les variations locales sont nombreuses. La prononciation a / q / prononcé [g] et / k / surtout ([tʃ]). Ce dialecte fait partie du dialecte du sud de l'arabe levantin. 

### Sud /Moab
Parlée au sud d'Amman, dans des villes telles que Karak, Tafilah, Ma'an, Shoubak et leurs campagnes, elle regorge de différences de ville à ville et de village à village. Dans ce dialecte, la prononciation de la voyelle finale (æ ~ a ~ ə) couramment écrite avec tāʾ marbūtah (ة) est élevée en [e]. Par exemple, Maktaba (Fuṣḥa) devient Maktabe (Moab), Maktabeh (Nord) et Mektaba ( Bedawi ) . Nommé d'après l'ancien royaume de Moab situé au sud de la Jordanie, ce dialecte appartient au dialecte méridional extérieur de l'arabe levantin. 

### Bédouin
Variante parlée par les Bédouins, principalement dans le désert à l'est des montagnes jordaniennes et sur les hauts plateaux et qui appartient à l' arabe bédawi. Ce dialecte n'est pas très utilisé dans les autres régions. Il est souvent considéré comme plus fidèle à la langue arabe, mais il s’agit d’une vision subjective pour laquelle il n’existe aucune preuve linguistique. Notez que des non-bédouins sont également parlés dans certaines villes et villages de la région de Badia, à l'est du plateau des montagnes jordaniennes, comme l'oasis d'Al-Azraq. 